# Naturschutzgebiet Stepenitz- und Maurine-Niederung
Koordinaten: 53° 52′ 44,8″ N, 10° 58′ 17,8″ O
Das Naturschutzgebiet Stepenitz- und Maurine-Niederung ist ein 501 Hektar umfassendes Naturschutzgebiet in Mecklenburg-Vorpommern. Es befindet sich südlich von Dassow, nördlich von Schönberg und wurde 1996 ausgewiesen. Der Schutzzweck besteht im naturnahen Erhalt der Unterläufe von Stepenitz und Maurine mit großflächig vermoorten Niederungen. Der Gebietszustand wird als gut eingeschätzt. Eine Einsichtnahme in die Schutzgebietsflächen ist nur vom alten Bahndamm Dassow-Schönberg aus möglich.